# リチャード・H・アンダーソン
リチャード・ヘロン・アンダーソン（英:Richard H. Anderson、1821年10月7日-1879年6月26日）は、アメリカ陸軍の職業軍人であり、米墨戦争で手柄を立てた。南北戦争の時は南軍の将軍としても仕えた。アンダーソンはその謙虚さでも注目された。

## 初期の経歴
アンダーソンはサウスカロライナ州サムター郡にあるステイトバーグの町近く、ハイヒルズ・オブ・サンティーのバラハウス・プランテーション（ヒルクレスト）で生まれた。ウィリアム・ウォレス・アンダーソン博士とその妻メアリー・ジェーン・マッケンジー夫妻の息子であり、アメリカ独立戦争の英雄でその名を貰ったリチャード・アンダーソンの孫だった。
アンダーソンは1842年7月に陸軍士官学校を同期56人中40番目の成績で卒業し、第1アメリカ竜騎兵隊の名誉少尉に任官された。1842年は、ペンシルベニア州カーライルのアメリカ陸軍兵舎での実習のため騎兵学校で働いた。1843年は西部での辺境任務に就き、最初はアーカンソー州リトルロック、次にインディアン準州内にあるギブソン砦とウォシタ砦の守備隊を務めた。その連隊は1843年に合衆国インディアン代理人を護衛してレッド川に行ってウォシタ砦に戻り、そこに1844年まで留まった。アンダーソンは1844年7月16日に少尉に昇進し、1844年から1845年はルイジアナ州ジェサップ砦で勤めた。その後連隊は1845年のテキサス軍事占領のために遠征し、アンダーソンは1846年に新兵徴兵業務に携わった。
米墨戦争のとき、アンダーソンは1847年3月のベラクルス包囲戦に参加し、続いて6月9日にラ・ホヤ近くで小戦闘に加わった。8月19日のコントレラスの戦い、翌日のサンオーガスティン・アルタプルコ近くの小戦闘、および9月8日のモリノ・デル・レイの戦いに参戦した。サンオーガスティン近くでの戦闘における勇敢さによって8月17日に中尉に名誉昇進した。9月12日から14日のメキシコシティの戦いとその占領にも参加した。
メキシコでの任務が終わると1848年7月13日に第2アメリカ竜騎兵隊の中尉に昇進し、1849年は再度新兵徴兵業務に携わった。1849年から1850年はカーライルのアメリカ陸軍兵舎に戻り、続いて1852年までまた新兵徴兵業務に携わった。その後、テキサス州の幾つかの施設での辺境任務につき、1852年から1853年はグラハム砦、1853年から1854年はマッカベット砦、1854年にサンアントニオ、および1855年のマッカベット砦と続いた。1855年3月3日に大尉に昇進し、1855年から1856年はカンザス州ライリー砦勤務となった。1856年から1857年に掛けての州境紛争の間はまだカンザスで勤務し、その後1858年は新兵徴兵任務と最後のカーライル兵舎勤務となった。1858年から1859年に掛けてのユタ戦争に参加し、1859年から1861年はネブラスカ州カーニー砦で勤務した。

## 南北戦争での従軍
アンダーソンはその故郷である州とアメリカ連合国に付く道を選び、アメリカ陸軍を退役し（1861年3月3日に承認）、南軍に入隊した。1月28日付けで第1サウスカロライナ歩兵連隊の大佐としての任務を受けた。4月のサムター砦占領後はチャールストン港地域の指揮官を任された。7月19日に准将に昇進し、フロリダ州ペンサコーラに転属となり、10月9日のサンタローザ島の戦いで左肘を負傷した。
この傷が快復すると1862年2月に旅団指揮官としてポトマック軍に加わった（その春には北バージニア軍に吸収された）。半島方面作戦では5月のウィリアムズバーグの戦いとセブンパインズの戦い、および6月から7月の七日間の戦いで頭角を現した。グレンデイルの戦いではジェイムズ・ロングストリート少将の師団を一時的に指揮した。半島での優れた功績により、7月14日に少将に昇進し、ロングストリートの第1軍団で第2師団の指揮を任された。
8月の第二次ブルランの戦いでは、アンダーソンの掛けた攻撃が北軍の戦線を突破し、ワシントンD.C.周辺の塹壕まで撤退に追い込んだ。9月のアンティータムの戦いでは、南軍防衛線の中央にあって、窪んだ道路すなわち「ブラッディ・レイン」での全体指揮を執った。アンダーソンは太腿に負傷して戦場を離れ（上級准将のロジャー・A・プライアーが引き継いだ）その後はその師団が躓き始め最終的に北軍の側面攻撃に圧倒されてその陣地から壊走することになった。その後12月のフレデリックスバーグの戦いでは、その師団は激しく戦うことは無かった。
1863年5月のチャンセラーズヴィルの戦いでは、ロングストリート隊と離れて行動しており（ロングストリートはこの時サフォーク近くでの任務に派遣されていた）、アンダーソンはストーンウォール・ジャクソン中将が北軍の右翼を攻撃しているときに北軍左翼を押し込んだ。アンダーソンとラファイエット・マクローズ少将は5月3日に主戦線を離れ、東に向かってロバート・E・リー将軍の後方に回りこむ怖れのあるジョン・セジウィック少将の第6軍団の前進を牽制した。5月10日のストーンウォール・ジャクソンの戦死に続いて、リーはその軍隊を再編し2個軍団から3個軍団に変えた。アンダーソンはリーの覚えが良く、軍団指揮官にと考えられたが、その師団はこのとき中将となったA・P・ヒルの新しい第3軍団に割り当てられた。

### ゲティスバーグ
7月のゲティスバーグの戦いで、アンダーソンの師団は7月1日に西から町に接近する行軍で3番目になったので、到着が遅くなり、初日の戦闘にはほとんど関わらなかった（リーはアンダーソンに宿営して翌日のために休んでおくよう命令したが、これは戦術的誤りだったと考えられる。もしアンダーソンが西からセメタリーヒルを攻撃しておれば、またリーがリチャード・イーウェル少将の軍団に北から攻撃させておれば、北軍の前線は破れてこの戦闘のみならず戦争まで勝利を収めていたかもしれない）。
7月2日、戦闘の2日目、ロングストリート（ジョン・ベル・フッド少将とマクローズの師団）によるその右手への攻撃に続き、アンダーソン師団は北軍中央近くを攻撃した。アンダーソンの右手は北軍アンドリュー・A・ハンフリーズ准将の再3軍団の師団をエミッツバーグ道路に沿ってうまく攻撃していた。アンブローズ・R・ライト指揮下のその中央は守りの軽いセメタリーリッジ突き破っており、翌日のピケットの突撃でなしたよりも前に進んでいた。しかし、その左手は必要とされる機運を維持できなかった。カーノット・ポージーはつっかえつっかえ動き、ウィリアム・マホーンはセミナリーリッジから全く動かなかった。北軍の援兵がライト隊に反撃をかけ撃退した。アンダーソンはこの日の指揮で批判された。彼はその旅団をほとんど効果的に統率しておらず、全ての旅団を横隊で攻撃させる作戦では成功に乗じるための予備隊が無いということであり、よく理解されなかった。7月3日にピケットの突撃が弱ってきた瞬間にアンダーソン指揮下のカドマス・M・ウィルコックスとデイビッド・ラングの旅団が投入されたが、どちらも撃退された。

### 荒野およびスポットシルバニア

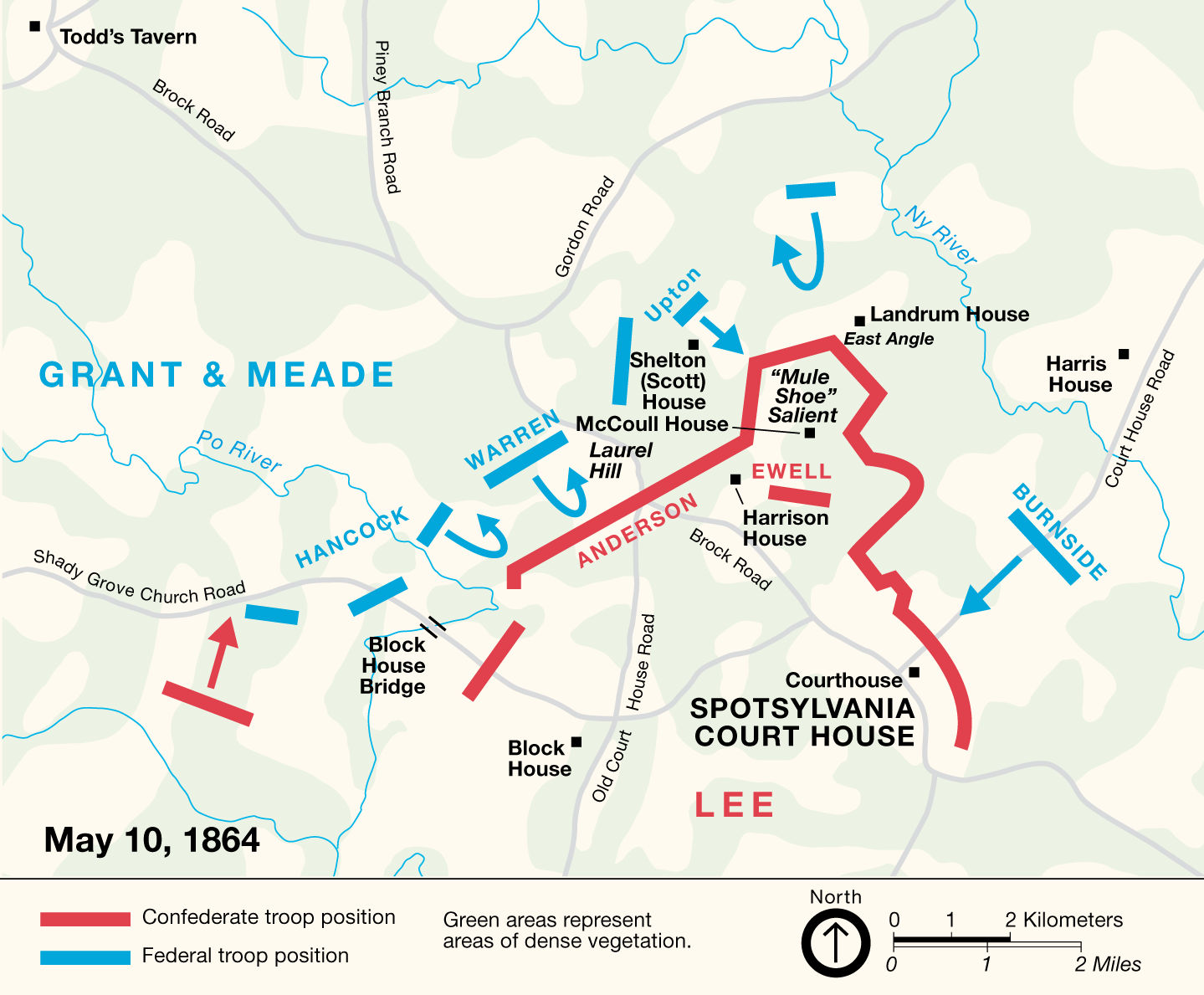
スポットシルバニアの戦い、5月10日の戦闘

1864年春、荒野の戦いではロングストリートが重傷を負い、アンダーソンが指揮を代わってオーバーランド方面作戦の間指揮を執り続けた。荒野の戦いの後、スポットシルバニア・コートハウスの戦いでは、アンダーソンがうまく戦った。アンダーソンとその師団は5月7日に終夜の強行軍を行い重要な陣地を確保し（既にそこに送っていた南軍騎兵を補強した）、北軍部隊がそこに到着する直前にそこを占領した。その地点に到着して守ることで、北軍がリー軍を回りこんでリッチモンドに向かうことを阻止した。アンダーソンは5月8日から12日までの激闘も持ち堪えた。
アンダーソンは続いて6月初めのコールドハーバーの戦いに参戦し、6月半ばから10月にかけてピーターズバーグの南での北バージニア軍残り部隊による作戦に加わった。5月31日には一時的に中将に昇進した。
ロングストリートが1864年10月19日に治療から戻ってくると、アンダーソンは元の少将の位に戻されたが、新しく作られた第4軍団を率いて、ピーターズバーグ包囲戦から1865年のアポマトックス・コートハウスへの撤退まで戦った。北軍騎兵隊による数回の攻撃でその軍団は弱っていったために、アンダーソンの動きは鈍くなり、何度も停止して攻撃を跳ね除けなければならなかった。このことで西に移動するリー軍の残りとは孤立するようになり、このとき軍全体の後衛になっていた。第4軍団は遂に停止して4月6日のセイラーズクリークの戦いに入り、壊走で終わった。リーはこの光景を目撃し、「軍隊は分解してしまったのか？」と叫んだ。軍団の生き残りが再結集し、4月8日に第3軍団の残りが第2軍団に吸収された軍隊に合流した。このことでアンダーソンには指揮する部隊が無くなり、サウスカロライナ州の故郷に帰った。アンダーソンは1865年9月27日に恩赦を受けた。ただし仮釈放の記録は無い。

## 戦後
戦後、アンダーソンは1866年から1868年までステイトバーグで農場経営をし、綿花を育てた、これに失敗すると、サウスカロライナ鉄道の代理人となり、1868年から1878年までカムデンで働き、1879年にはサウスカロライナ州のリン酸塩検査官兼代理人になった。アンダーソンは57歳の時にビューフォートで死に、そこのセントヘレナ・エピスコパル教会の教会墓地に埋葬されている。